# 無反轉雷射
無反轉雷射（Lasing without inversion，LWI），或稱無粒子數反轉雷射，是一種無需居量反轉卻能透過受激輻射進行光放大的技術。在這種方案下工作的雷射器利用原子躍遷的機率幅之間的量子相干來消除受激吸收卻不影響受激輻射。此現象也是電磁感應透明的本質。
無反轉雷射的基本概念最早由Ali Javan在1956年提出。第一次演示是由Marlan Scully在德州農工大學於銣和鈉實驗中進行，接著又在圓石市的NIST進行。